# Jan Wyck

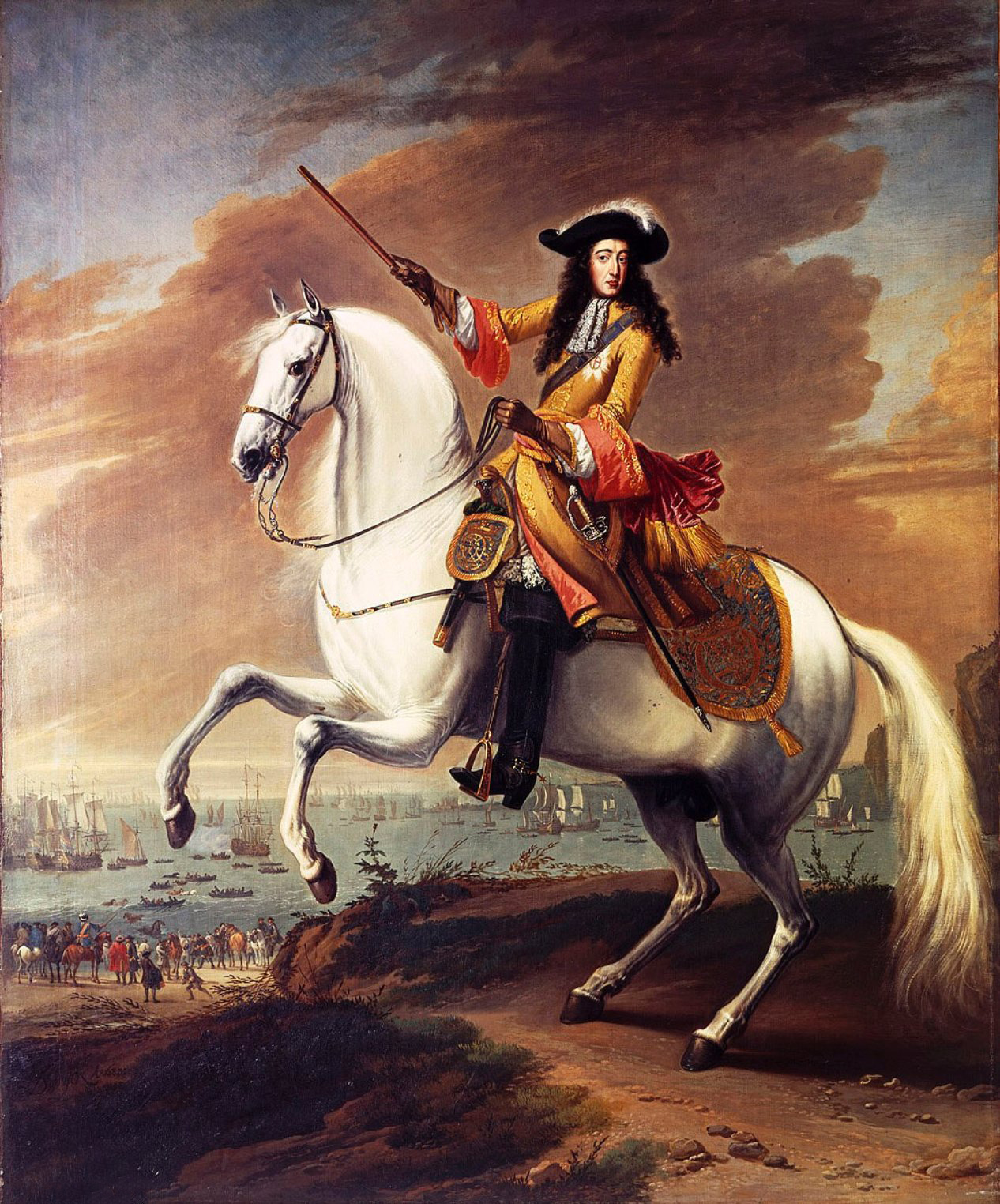
Wilhelm III Orański ląduje w Brixham, 1688

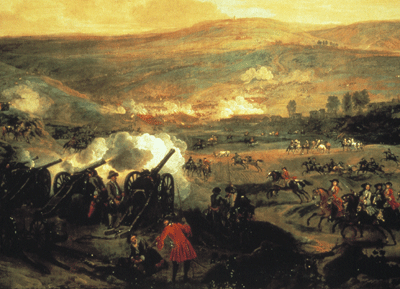
Bitwa nad rzeką Boyne, 1690

Jan Wyck, także Jan Wiyck lub Jan Wick (ur. 29 października 1652 w Haarlem, zm. 17 maja 1702 w Londynie) – holenderski malarz barokowy, syn Thomasa Wycka. 
Artysta był aktywny w Anglii, znany jest z prac o tematyce batalistycznej i myśliwskiej oraz portretów konnych. Namalował kilka epizodów z wypraw wojennych Wilhelma III Orańskiego, m.in. bitwę nad Boyne i oblężenie Namur. Miał wpływ na malarstwo angielskie drugiej połowy XVII wieku, jego uczniem był John Wootton.

## Wybrane prace
- Lieutenant and Lieutenant-Colonel Randolph Egerton MP (d. 1681), the King’s Troop of Horse Guards, ok. 1672, National Army Museum, Londyn,
- James Scott, Duke of Monmouth and Buccleuch, 1675, National Portrait Gallery, Londyn,
- William III Landing at Brixham, Torbay, 5 November 1688, 1688, National Maritime Museum, Londyn,
- King William III, 1688, Government Art Collection,
- King William III on horseback, 1690, Government Art Collection,
- A cavalry skirmish, ok. 1680, Government Art Collection,
- Cavalry Battle, ok. 1680, Government Art Collection,
- The Battle of the Boyne, 1690, National Army Museum, Londyn,
- King William III and his army at the Siege of Namur, 1695, National Army Museum, Londyn,
- An elegant hunting party resting under a tree, a river and a village beyond,
- An Extensive Landscape with an Army Fording a River, Said to be Louis XIV Crossing the Rhine, 1692, Royal Collection,
- A Cavalry Battle In a Valley Beneath a Fortified City,
- Horse Guards Parade, po 1690,
- Italianate Landscape with Town and Waterfall, po 1680, Tate Gallery, Londyn,
- A Fortified Village in a Rocky Landscape, po 1680, Tate Gallery, Londyn,
- A Rocky Landscape with Bridge and Cottage, po 1680, Tate Gallery, Londyn.